# Кубер (пік)
62°39′16″ пд. ш. 59°57′54″ зх. д. / 62.654444444444° пд. ш. 59.965° зх. д.

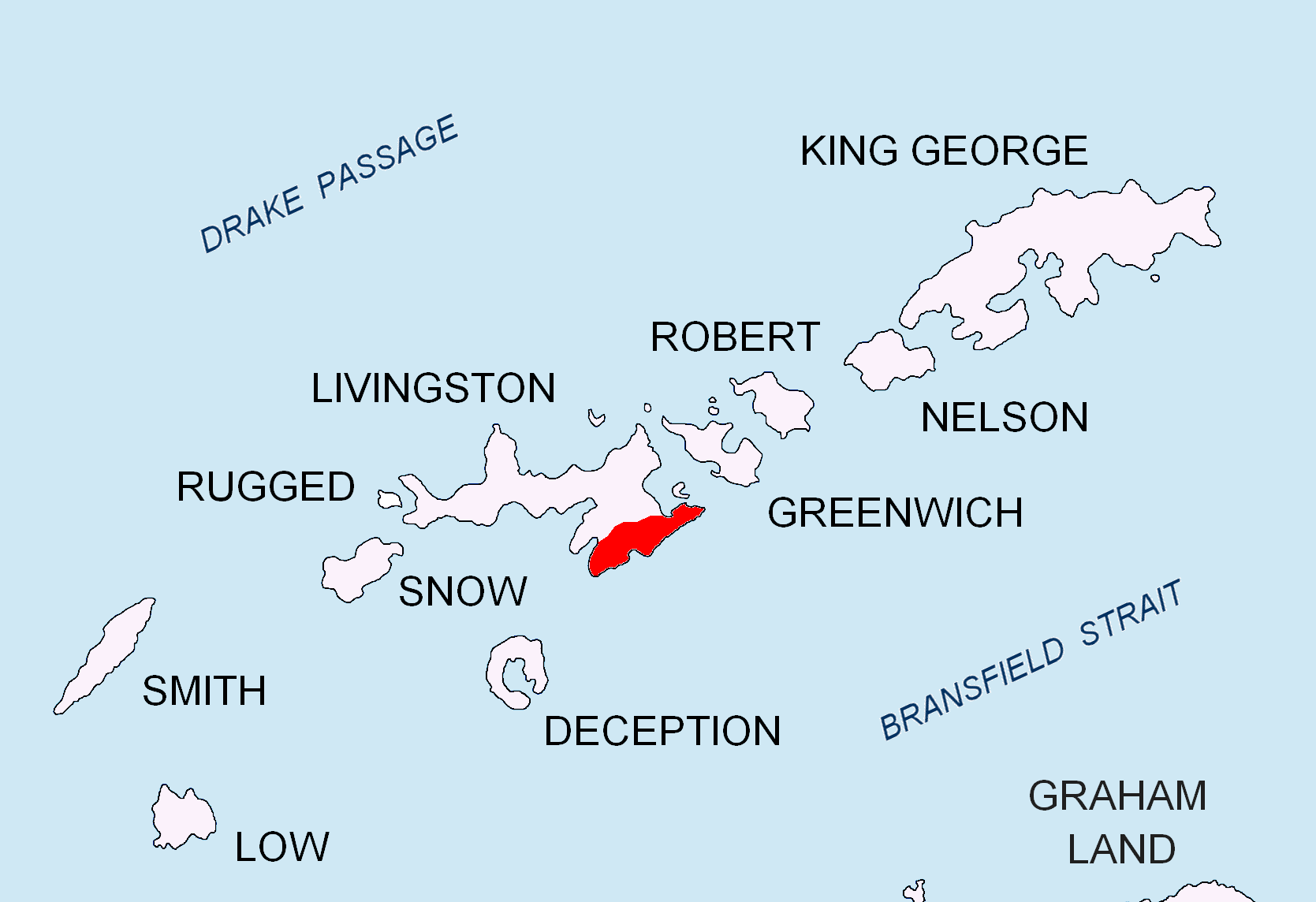
Розташування гір Тангра на острові Лівінгстон на Південних Шетландських островах.

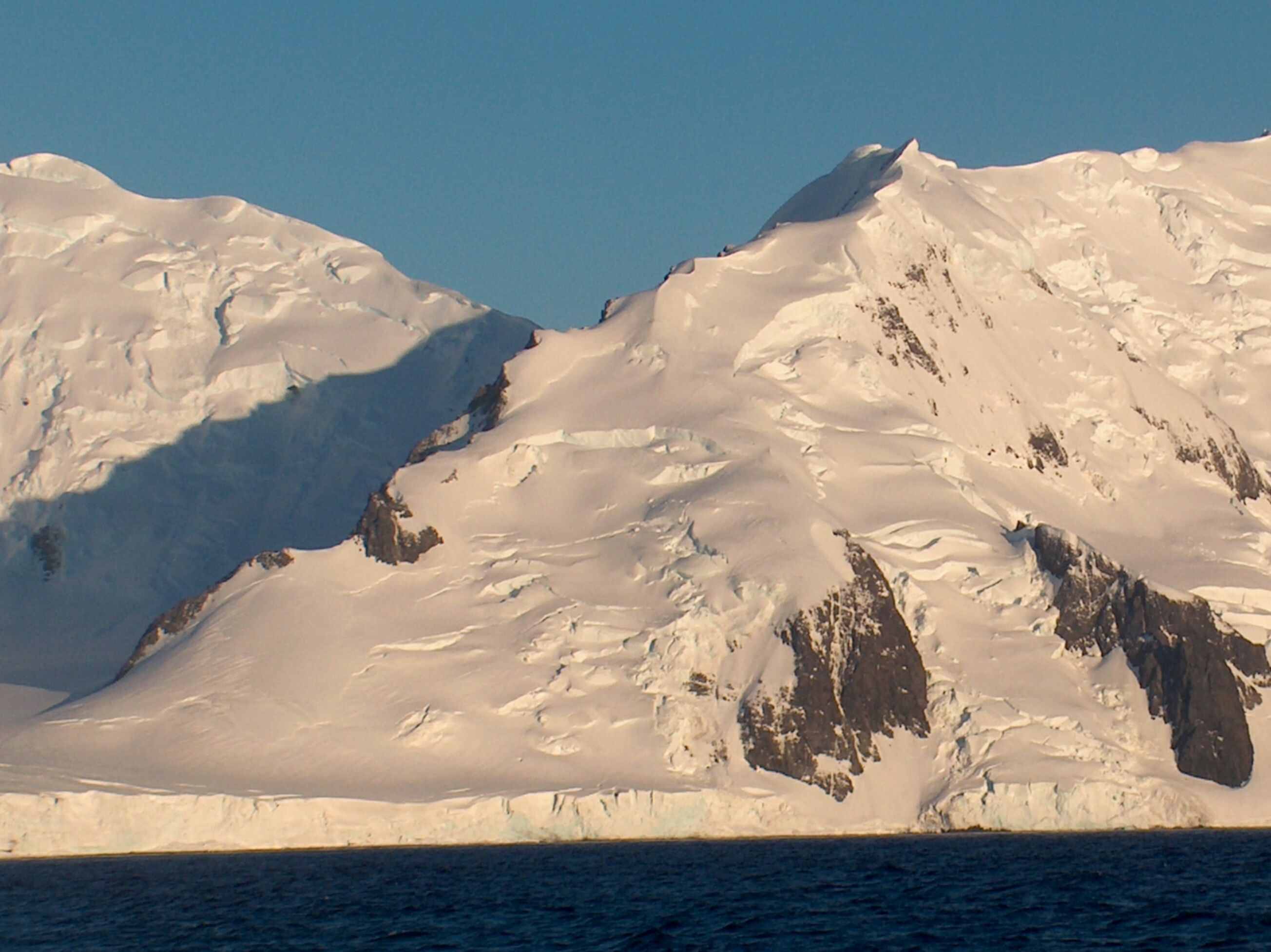
Пік Кубер із протоки Брансфілд.

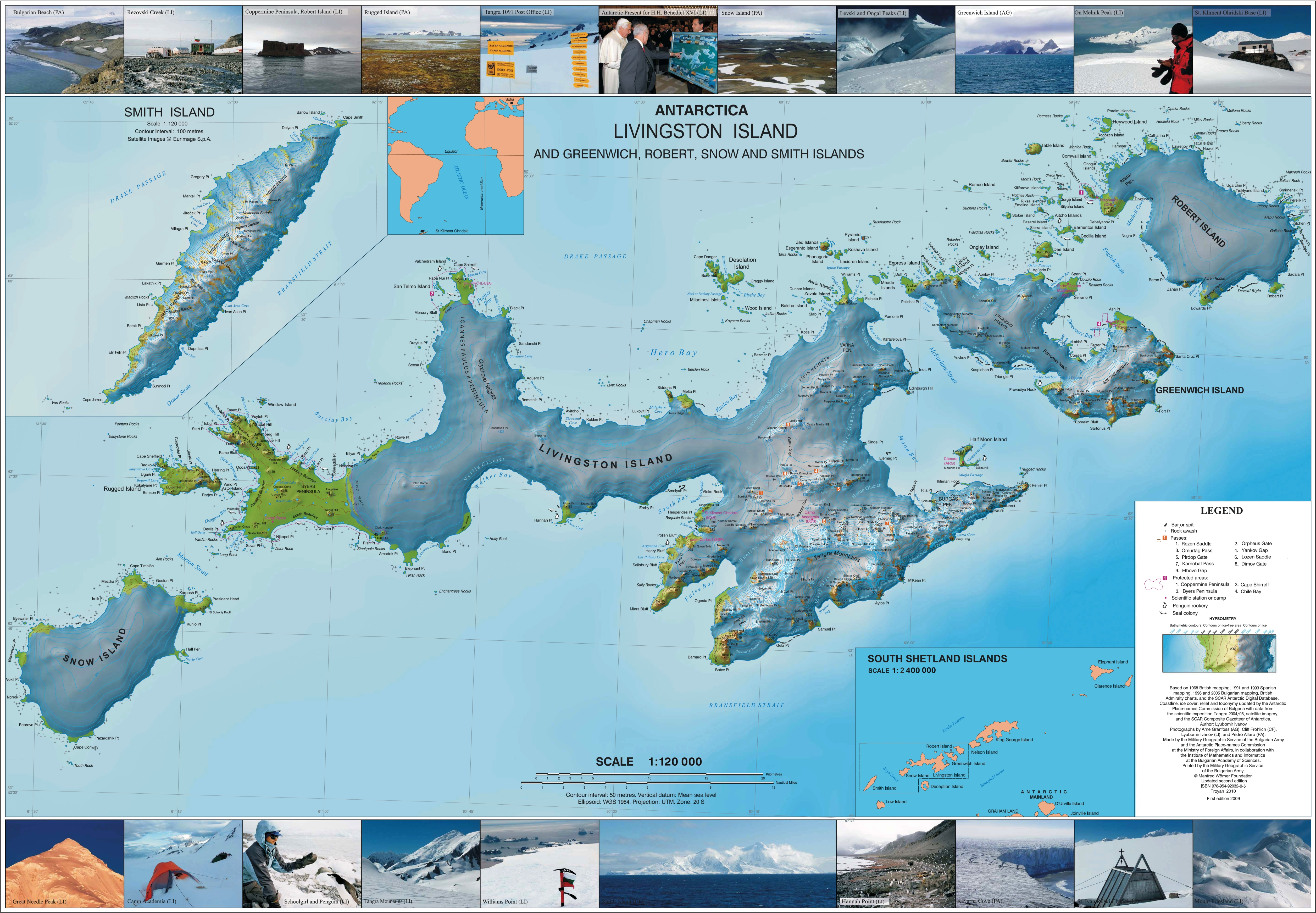
Топографічна карта островів Лівінгстон, Гринвіч, Роберт, Сноу та Сміт.

Пік Кубер (болг. връх Кубер, трансліт. vrah Kuber, IPA: [ˈVrɤx ˈkubɛr]) - вершина 770 м у хребті Делчев, гори Тангра на острові Лівінгстон на Південних Шетландських островах, Антарктида. Виходить на льодовик Магура на південному заході, льодовик Добруджа на південному сході та льодовик Іскар на півночі.
Названий на честь хана Кубера, чиї булгари залишили Паннонію для поселення в Західній Македонії та Албанії близько 680 р. Н. Е., І створили державу, яка на початку 8 століття нашої ери злилася з Першим болгарським царством.

## Розташування
Пік знаходиться за координатами 62°39′16″ пд. ш. 59°57′54″ зх. д. / 62.65444° пд. ш. 59.96500° зх. д., що 770 м на південний захід від піку Русе, 2,2 км на південний захід від піку Дельчев, 3,84 км на південь від точки Рила, 3,08 км на схід від піку Шолом, 1,92 км на схід від піку Пловдив і 1,43 км на схід-південний схід від піку Шишман, до якого пік пов’язаний сідлом Девін. (Болгарське картографування у 2005 та 2009 роках).

## Мапи
- Л. Л. Іванов та ін., Антарктида: острів Лівінгстон та острів Гринвіч, Південні Шетландські острови (від Англійської протоки до протоки Мортон, з ілюстраціями та розподілом крижаного покриву), топографічна карта масштабу 1: 100000, Антарктична комісія з географічних назв Болгарії, Софія, 2005.
- Л. Л. Іванов. Антарктида: острови Лівінгстон та Гринвіч, Роберт, Сноу та Сміт [Архівовано 24 квітня 2008 у Wayback Machine.] . Масштаб 1: 120000 топографічної карти. Троян: Фонд Манфреда Вернера, 2009.ISBN 978-954-92032-6-4

## Зовнішні посилання
- Пік Кубер. [Архівовано 6 червня 2021 у Wayback Machine.] SCAR Composite Antarctic Gazetteer
- Болгарський антарктичний вісник. [Архівовано 23 грудня 2020 у Wayback Machine.] Антарктична комісія з географічних назв. (деталі болгарською мовою, основні дані [Архівовано 23 грудня 2020 у Wayback Machine.] англійською мовою)
- Пік Кубер. [Архівовано 15 лютого 2020 у Wayback Machine.] Супутникове зображення Copernix